# La Nuit des chauves-souris 2
Pour plus de détails, voir Fiche technique et Distribution.
La Nuit des chauves-souris 2 ou Bats 2 : La Nuit des Chauves-Souris 2 au Québec (Bats: Human Harvest) est un téléfilm américain réalisé par Jamie Dixon et diffusé le 10 novembre 2007 sur Sci Fi Channel.

## Synopsis
Lors d'une opération des Delta Force en Afghanistan pour la libération d'un prisonnier, ces derniers découvrent que des terroristes talibans sont prêts à acheter une arme de destruction massive au docteur Walsh, un scientifique qui travaillait autrefois pour la CIA et qui se cache aujourd'hui dans une forêt de Tchétchénie. Envoyés sur place pour l'éliminer, les Delta Force se retrouvent face à une nuée de chauves-souris mutantes hyper agressives.

## Fiche technique
- Titre original : Bats: Human Harvest
- Titre français : La Nuit des chauves-souris 2
- Réalisation : Jamie Dixon
- Scénario : Chris Denk et Brett Merryman
- Production : Jeffery Beach, David Hillary, Phillip J. Roth et T.J. Sakasegawa
- Société de production : Silver Nitrate Pictures
- Musique : James Bairian et Louis Castle
- Photographie : Ivo Peitchev
- Montage : Matt Michael
- Décors : Bobby Michaels
- Costumes : Maria Mladenoza
- Pays d'origine : États-Unis
- Format : Couleurs - 1,85:1 - Dolby Digital - 35 mm
- Genre : Action, horreur
- Durée : 84 minutes
- Date de diffusion : 10 novembre 2007 (sur Sci Fi Channel)

## Distribution
- David Chokachi (VF : David Kruger) : Russo
- Michael Jace : Martinez
- Pollyanna McIntosh : Katya
- Marty Papazian (en) : Downey
- Melissa De Sousa (en) : O'Neal
- Tomas Arana : le docteur Benton Walsh
- Mike Straub : Candell
- Todd Jensen : le colonel
- Ivo Simeonov : Sergei
- George Zlatarev : Grigor
- Hristo Mitzkov : Anatoli
- Velislav Pavlov : Chechen One
- Ivan Kotsev : le pilote russe

## Autour du film
- Le tournage s'est déroulé du 31 octobre au 22 novembre 2006 à Sofia, en Bulgarie.
- Le film fait suite à La Nuit des chauves-souris (Bats), réalisé par Louis Morneau en 1999.